# La bocca del cuore
La bocca del cuore è un brano musicale di Matteo Faustini, pubblicato il 12 ottobre 2019. È il primo singolo del cantautore italiano, che verrà successivamente incluso nell'album di debutto Figli delle favole. Composto dallo stesso Faustini, il brano pop è edito dall'etichetta Dischi dei sognatori.

## Descrizione
Il testo e la musica della canzone sono di Matteo Faustini.

Nel brano, il cantautore racconta la fine di una storia d'amore:
Pubblicato come primo singolo il 12 ottobre 2019 sulle piattaforme digitali, il brano verrà trasmesso in radio solo un anno dopo, nel dicembre 2020, quando verrà realizzato anche il videoclip ufficiale.

## Video musicale
Il videoclip ufficiale del brano, diretto da Alessandro Garzaniti, è stato caricato su YouTube il 04 dicembre 2020.